# B13 – Az Ultimátum
A B13 – Az ultimátum (eredeti cím: Banlieue 13 – Ultimatum, angol cím: District 13: Ultimatum) 2009-ben bemutatott francia akció-thriller, melyet Patrick Alessandrin rendezett. A B13 – A bűnös negyed (2004) folytatása, a forgatókönyvíró és producer ismét Luc Besson volt. A főbb szerepekben Cyril Raffaelli és David Belle látható.
Franciaországban 2009. február 18-án mutatták be a mozikban.

## Cselekmény
2013-ban a párizsi Banlieue 13 negyedet egy rendőrök által őrzött elszigetelő fal veszi körül, és öt banda felügyeli. A gazdag párizsiak számára ez a gettó egy szemétdomb. Emiatt egy korrupt rendőri egység két járőr meggyilkolását rendezi meg a B13-ban. Lázadások törnek ki, és Walter Gassman, a DISS különleges egység vezetője ezt arra akarja felhasználni, hogy a környéket porig rombolják, és helyette egy Harriburton-építési projektet hagyjanak jóvá.
Néhány fiatal azonban észrevétlenül lefilmezte a gyilkosságokat, leleplezve a DISS-t mint valódi elkövetőt és ezt a felvételt még letartóztatásuk előtt el tudják küldeni Leïtónak. A videó megtekintése után Leïto üzenetet kap régi barátjától, Damien rendőrtől. Utóbbit kábítószer-kereskedelem miatt tartják fogva egy börtönben. A rendőrségnek sikerül megállapítania, hogy Damien telefonon tartotta a kapcsolatot Leïtóval, ezért megrohamozzák Leïto lakását. Leïto azonban a háztetőkön keresztül el tud menekülni. Kiszabadítja Damient a börtönből és együtt ellopják a Gassman tervét tartalmazó merevlemezt.
Visszatérve a B13-ba, amelyet a rendőrség evakuálási intézkedései miatt a bandák kivételével minden lakos elhagyott. Leïto és Damien összehívja a bandavezéreket, és elmagyarázzák nekik a helyzetet. Megállapodva az együttműködésben, behatolnak a védelmi minisztériumba és megakadályozzák a környékük bombázását. Tájékoztatják az ott jelen lévő elnököt Gassman valódi szándékairól. Bár Gassman túszul ejti az elnököt, a két főhős és a bandavezérek együttes erővel megmentik az életét. Az elnök ekkor beleegyezik, hogy a környéket újjáépítsék, így az ismét élhetővé válik a korábbi lakosok számára.
A stáblista utáni jelenetben az elnök, a bandavezérek, Damien és Leïto együtt viccelődnek és szivaroznak.

## Szereplők
| Színész              | Szerep               | Magyar hang        |
| -------------------- | -------------------- | ------------------ |
| David Belle          | Leïto                | Karácsonyi Zoltán  |
| Cyril Raffaelli      | Damien Tomaso        | Dózsa Zoltán       |
| Philippe Torreton    | A köztársasági elnök | Kőszegi Ákos       |
| Daniel Duval         | Walter Gassman       | Fazekas István     |
| Élodie Yung          | Tao                  | Bogdányi Titanilla |
| Pierre-Marie Mosconi | Roland               | Megyeri János      |

## Bemutató
A B13 – Az ultimátum eredeti francia nyelvű változata 2009. február 18-án jelent meg Franciaországban. Az angol nyelvű változat 2009. október 29-én jelent meg az Egyesült Királyságban, az Amerikai Egyesült Államokban pedig 2010. január 28-án mutatták be egy ingyenes New York-i vetítésen.
2009. augusztus 19-én jelent meg DVD-n és Blu-rayen Franciaországban.

## Fordítás
- Ez a szócikk részben vagy egészben  a   District 13: Ultimatum című angol Wikipédia-szócikk fordításán alapul.  Az eredeti cikk szerkesztőit annak laptörténete sorolja fel. Ez a jelzés csupán a megfogalmazás eredetét és a szerzői jogokat jelzi, nem szolgál a cikkben szereplő információk forrásmegjelöléseként.